# Albrecht Höland
Ferdinand Albrecht Höland (* 2. Januar 1810 in Gehren; † 17. Juli 1875 ebenda) war ein deutscher Instrumentenmacher und Politiker.

## Leben
Höland war der Sohn des Regierungsadvokaten Johann Friedrich Carl Christian Höland(t) und dessen Ehefrau Christiane Friederike geborene Six. Er war evangelisch-lutherisch und heiratete am 6. Januar 1835 in Möhrenbach Johanna Magdalena Auguste Adelheid Minner (* 1. Februar 1812 in Gehren; † 10. Januar 1870 ebenda), der Tochter des Hofdrahtfaktors Jonann Heinrich Minner auf dem Drahthammer.
Höland lebte als Instrumentenmacher in Gehren. Dort war er vom 31. Oktober/17. November 1870 bis zum 17. Juli 1875 verordneter Bürgermeister.
Vom 27. Januar bis zum 23. Februar 1848 war er Abgeordneter im Landtag des Fürstentums Schwarzburg-Sondershausen als Stellvertreter von August Wilke.